# Solon AB

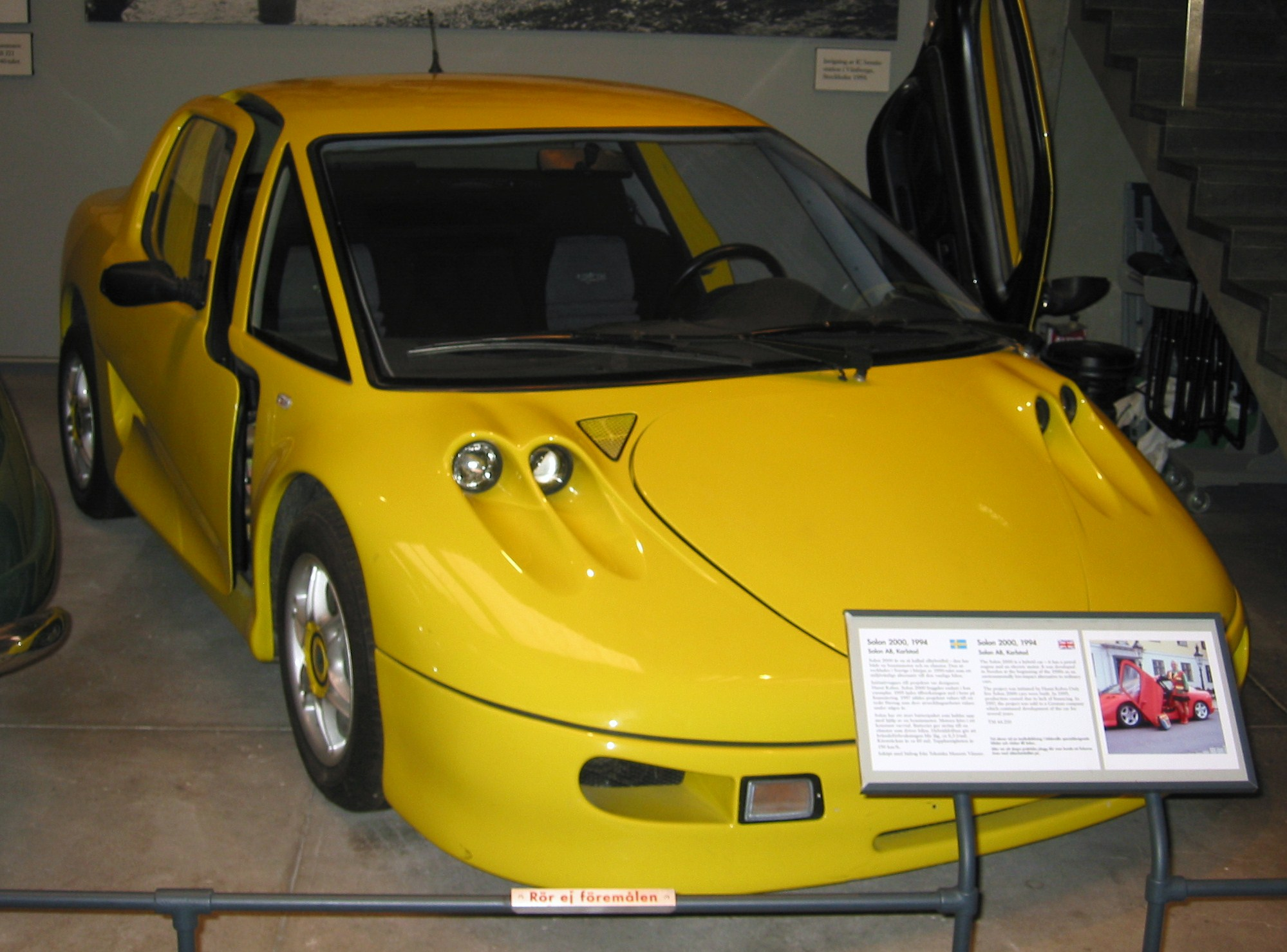
Solon von 1994

Solon war ein schwedischer Hersteller von Automobilen.

## Unternehmensgeschichte
Das Unternehmen Solon AB wurde 1991 in Varberg zur Produktion von Automobilen gegründet, nachdem die Firmengründer bereits seit 1988 in Karlstad mit Prototypen experimentierten. Später erfolgte der Umzug nach Uddevalla. 1995 wurde die Produktion nach nur wenigen Exemplaren wieder eingestellt.

## Fahrzeuge
Produziert wurden Sportwagen mit Elektro- und Hybridantrieben. Vom ersten zweisitzigen Modell SX 2 wurde nur ein Exemplar hergestellt. 1992 folgte der 2000, mit drei Sitzen nebeneinander. 1994 folgte ein Viersitzer.
Ein Fahrzeug dieser Marke ist im Tekniska museet in Stockholm zu besichtigen.